# Daniela Torres
Daniela Luviana Torres Bonilla (Managua, 22 de enero de 1990) es una modelo nicaragüense, ganadora del concurso de Miss Nicaragua 2015 y encargada de representar dicho país en Miss Universo 2015.

## Biografía

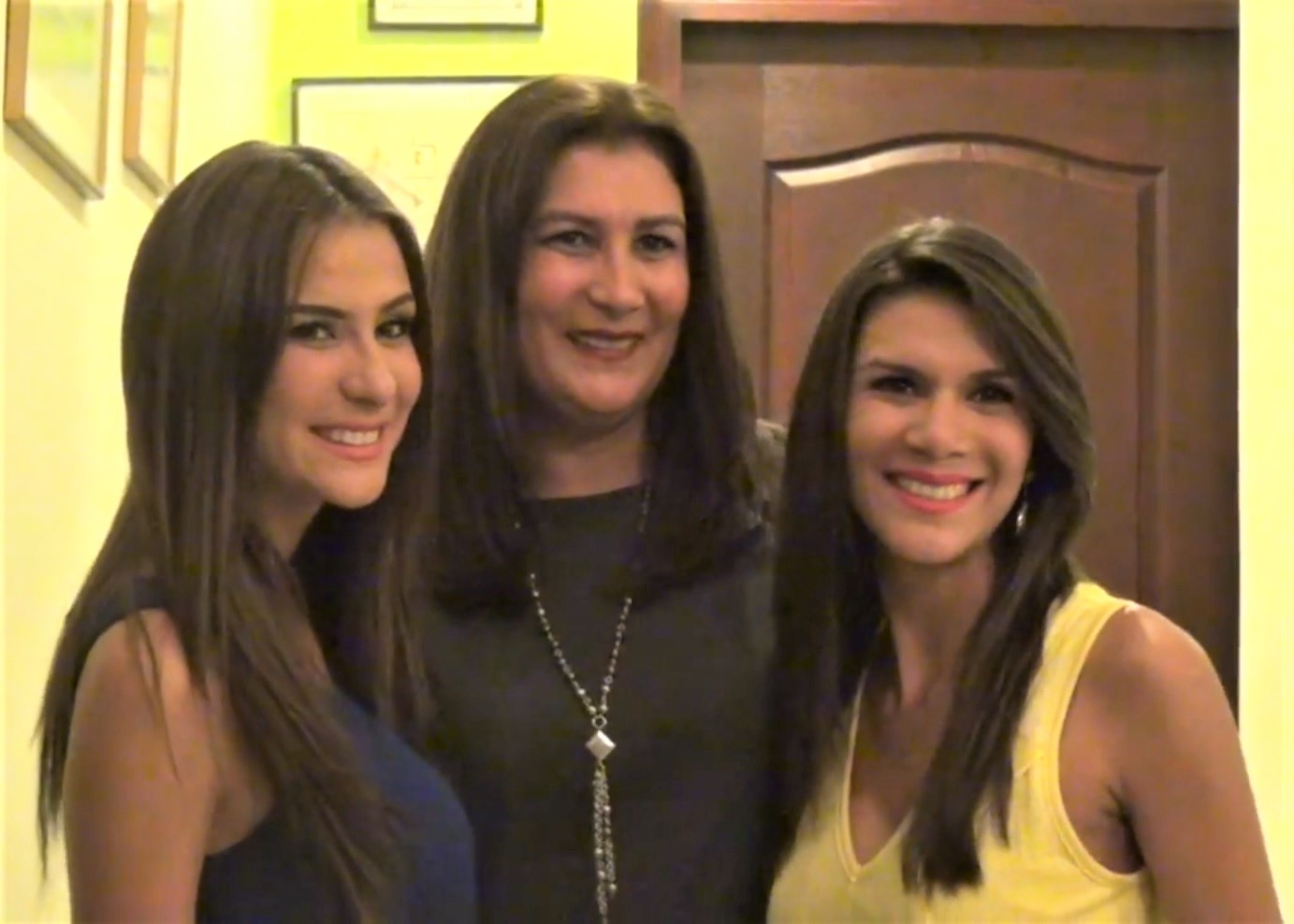
Torres, madre Luviana Bonilla, hermana Luviana Torres, finalista de Miss Nicaragua 2013

Torres Bonilla nació en Managua, el 22 de enero de 1990. Obtuvo la licenciatura de Administración de Empresas turísticas y hoteleras, en la Universidad Americana "UAM" en Managua.

## Miss Nicaragua 2015
En 2015 Torres ganó el título  Miss Nicaragua 2015, realizado en el Teatro Nacional Rubén Darío entre 12 candidatas. Además, obtuvo las bandas especiales de Mejor Piel, Mejor Sonrisa,Miss Fotogénica, Miss Cielo y Mejor Cabello, los cuales son otorgados por patrocinadores oficiales. Finalmente logra convertirse en la ganadora, y gana el derecho a representar a Nicaragua en Miss Universo 2015.

## Miss Universo 2015
Daniela representó a Nicaragua en el certamen de Miss Universo 2015, realizado en Las Vegas, Estados Unidos. El público a través de portal oficial del Miss Universo tuvo la oportunidad de votar por el traje de fantasía nicaragüense, alcanzó el Top 5. Torres no figuró entre las cuartofinalistas.